# 圣灵抵抗军
圣灵抵抗军（英語：Lord's Resistance Army），又译圣主抵抗军、上帝抵抗军，形成于1987年，是一支活动于乌干达北部以及南苏丹部分地区的游击叛军。该组织参与针对乌干达政府的叛乱，是非洲其中一次持续时间最长的冲突。圣主抵抗军由约瑟夫·科尼领导，他欲建立一个基于十诫和阿乔利传统的国家。但该组织被指严重侵犯人权，包括涉及誘拐、致残、施虐、强奸、绑架平民、使用童兵、雛妓和屠杀等反人類行為。

## 历史

### 通緝圍剿
“圣灵运动”始建于1987年初，在20多年的反政府叛乱中，该武装在乌干达北部造成数万人死亡，以及200万人无家可归。2005年，国际刑事法院以危害人类罪、战争罪等33项指控，向“圣灵抵抗军”五位主要首领约瑟夫·科尼、文森特·奥蒂、拉斯卡·卢克维亚、奥科特·奥德希亚姆博和多米尼克·翁格文发出逮捕令。2006年国际刑警组织也向其发出了通缉令。
2006年8月，“圣灵抵抗军”与乌干达政府签署《中止敌对状态协议》，但當時代理总指挥奥蒂拒绝参加和平谈判，说他害怕会被逮捕，由他信任的谈判代表与乌干达政府签署《中止敌对状态协议》，但该组织后来并没有落实协议。在乌干达军方加大围剿力度后，“圣灵抵抗军”逃往南苏丹南部、刚果民主共和国东北部和中非共和国境内继续活动。2008年12月，刚果（金）、乌干达和原苏丹南部军队在刚果（金）东北部东方省开展过针对“圣灵抵抗军”的联合清剿行动。

### 報復犯行
为报复多国政府军的联合打击，“圣灵抵抗军”近年来加大了袭击平民的力度，同时还进行绑架以增加兵源。联合国提供的数据显示，2008年9月至2009年6月，“圣灵抵抗军”在刚果（金）多次袭击平民，造成至少1,200人死亡，23万人流离失所，绑架超过1,400人，其中包括600名儿童和400名妇女。2009年底，“圣灵抵抗军”在刚果（金）的一次屠杀造成至少300多人遇难，250人被劫持。
一项调查显示，自2009年2月以来，“圣灵抵抗军”在刚果（金）和中非共和国绑架了至少697名成年人和儿童。在受访的520名平民中就有90位是被“圣灵抵抗军”绑架过的受害者。有1/3的被绑架者是儿童，他们被迫加入该武装或者为其成员提供性服务。此外，该武装还杀害许多试图逃跑的人。为避免被该武装强迫征召，刚果（金）东北部有5万多名村民逃离家园。

### 協調打擊
2009年11月，联合国安理会发表声明谴责该武装，欢迎相关国家联合打击该组织，并鼓励这些国家与联合国驻当地维和部队合作，以保护妇女和儿童在内的平民。2010年5月，在刚果（金）东部发动的一次袭击中，该武装袭击大量村民，绑架23人，其中有16名儿童。2010年7月，苏丹代表在非盟首脑会议上表示，地区国家应该采取协调一致的行动，彻底消除该反政府武装的危害。
2011年10月14日，美国总统奥巴马宣布向乌干达等中非国家派遣100名美军充当顾问，提供情报、建议和帮助，以协助打击“圣灵抵抗军”。至2017年4月21日，美國非洲司令部與烏干達軍方分別表示已經停止追捕约瑟夫·科尼，打擊聖靈抵抗軍的軍事行動以勝利告終。聖靈抵抗軍組織殘存不到百人，威脅已大幅降低。